# Temporada 1998-99 del València CF
El València CF va tindre una temporada reeixida, classificant-se per a la Lliga de Campions de la UEFA per primera vegada després de 30 anys, ja que es va ampliar la competició per aquelles dates. L'equip va guanyar la Copa del Rei, acabant amb una sequera de títols de vora vint anys gràcies a l'entrenador italià Claudio Ranieri i a jugadors en forma com Gaizka Mendieta, Javier Farinós i Claudio López.
Al final de la temporada Ranieri deixa l'equip per a passar a entrenar l'Atlètic de Madrid, sent substituït per l'argentí Héctor Cúper, que venia de deixar el RCD Mallorca en tercera posició i de jugar la final de l'extinta Recopa d'Europa.

## Equip

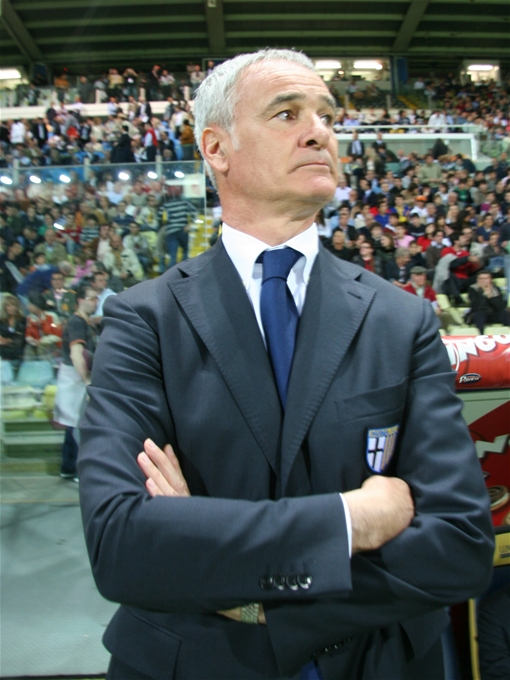
A la seua tercera temporada al club merengot, El general romà, Claudio Ranieri, va guanyar la Copa del rei.

Jugadors a final de temporada
| N. | Pos. | Nac. | Jugador             |
| -- | ---- | --- | ------------------- |
| 1  | POR  | [[Fitxer:Flag of Spain.svg\|23x15px\|border \|alt=Espanya\|link=Selecció de futbol d'Espanya\|{{#if:\|]]                                                                          | Santiago Cañizares  |
| 2  | DEF  | [[Fitxer:Flag of the Valencian Community (2x3).svg\|23x15px\|border \|alt=València\|link=Selecció de futbol de València\|{{#if:\|]]                                               | Javi Navarro        |
| 3  | DEF  | [[Fitxer:Flag of the Valencian Community (2x3).svg\|23x15px\|border \|alt=València\|link=Selecció de futbol de València\|{{#if:\|]]                                               | Juanfran            |
| 4  | DEF  | [[Fitxer:Flag of the Valencian Community (2x3).svg\|23x15px\|border \|alt=València\|link=Selecció de futbol de València\|{{#if:\|]]                                               | Paco Camarasa       |
| 5  | DEF  | [[Fitxer:Flag of Serbia and Montenegro; Flag of Yugoslavia (1992–2003).svg\|23x15px\|border \|alt=Sèrbia i Montenegro\|link=Selecció de futbol de Sèrbia i Montenegro\|{{#if:\|]] | Miroslav Đukić      |
| 6  | MIG  | [[Fitxer:Flag of Spain.svg\|23x15px\|border \|alt=Espanya\|link=Selecció de futbol d'Espanya\|{{#if:\|]]                                                                          | Gaizka Mendieta     |
| 7  | DAV  | [[Fitxer:Flag of Argentina.svg\|23x15px\|border \|alt=Argentina\|link=Selecció de futbol de l'Argentina\|{{#if:\|]]                                                               | Claudio López       |
| 8  | MIG  | [[Fitxer:Flag of the Valencian Community (2x3).svg\|23x15px\|border \|alt=València\|link=Selecció de futbol de València\|{{#if:\|]]                                               | Javier Farinós      |
| 9  | DAV  | [[Fitxer:Flag of Italy.svg\|23x15px\|border \|alt=Itàlia\|link=Selecció de futbol d'Itàlia\|{{#if:\|]]                                                                            | Cristiano Lucarelli |
| 10 | MIG  | [[Fitxer:Flag of Sweden.svg\|23x15px\|border \|alt=Suècia\|link=Selecció de futbol de Suècia\|{{#if:\|]]                                                                          | Stefan Schwarz      |
| 11 | DAV  | [[Fitxer:Flag of Romania.svg\|23x15px\|border \|alt=Romania\|link=Selecció de futbol de Romania\|{{#if:\|]]                                                                       | Adrian Ilie         |
| 13 | POR  | [[Fitxer:Flag of the Valencian Community (2x3).svg\|23x15px\|border \|alt=València\|link=Selecció de futbol de València\|{{#if:\|]]                                               | Jorge Bartual       |
| 14 | DEF  | [[Fitxer:Flag of Sweden.svg\|23x15px\|border \|alt=Suècia\|link=Selecció de futbol de Suècia\|{{#if:\|]]                                                                          | Joachim Björklund   |

| N. | Pos. | Nac. | Jugador         |
| -- | ---- | --- | --------------- |
| 15 | DEF  | [[Fitxer:Flag of Italy.svg\|23x15px\|border \|alt=Itàlia\|link=Selecció de futbol d'Itàlia\|{{#if:\|]]                              | Amedeo Carboni  |
| 16 | DEF  | [[Fitxer:Flag of France (1794–1815, 1830–1974).svg\|23x15px\|border \|alt=França\|link=Selecció de futbol de França\|{{#if:\|]]     | Alain Roche     |
| 18 | MIG  | [[Fitxer:Flag of Romania.svg\|23x15px\|border \|alt=Romania\|link=Selecció de futbol de Romania\|{{#if:\|]]                         | Gabriel Popescu |
| 19 | DAV  | [[Fitxer:Flag of Croatia.svg\|23x15px\|border \|alt=Croàcia\|link=Selecció de futbol de Croàcia\|{{#if:\|]]                         | Goran Vlaović   |
| 20 | DEF  | [[Fitxer:Flag of France (1794–1815, 1830–1974).svg\|23x15px\|border \|alt=França\|link=Selecció de futbol de França\|{{#if:\|]]     | Jocelyn Angloma |
| 21 | MIG  | [[Fitxer:Flag of Spain.svg\|23x15px\|border \|alt=Espanya\|link=Selecció de futbol d'Espanya\|{{#if:\|]]                            | Luis Milla      |
| 22 | MIG  | [[Fitxer:Flag of Romania.svg\|23x15px\|border \|alt=Romania\|link=Selecció de futbol de Romania\|{{#if:\|]]                         | Dennis Şerban   |
| 23 | MIG  | [[Fitxer:Flag of Spain.svg\|23x15px\|border \|alt=Espanya\|link=Selecció de futbol d'Espanya\|{{#if:\|]]                            | Angulo          |
| 25 | DEF  | [[Fitxer:Flag of the Valencian Community (2x3).svg\|23x15px\|border \|alt=València\|link=Selecció de futbol de València\|{{#if:\|]] | Miguel Soria    |
| 26 | POR  | [[Fitxer:Flag of Spain.svg\|23x15px\|border \|alt=Espanya\|link=Selecció de futbol d'Espanya\|{{#if:\|]]                            | Jonathan        |
| 27 | MIG  | [[Fitxer:Flag of the Valencian Community (2x3).svg\|23x15px\|border \|alt=València\|link=Selecció de futbol de València\|{{#if:\|]] | Curro Montoya   |
| 30 | DAV  | [[Fitxer:Flag of Catalonia.svg\|23x15px\|border \|alt=Catalunya\|link=Selecció de futbol de Catalunya\|{{#if:\|]]                   | Rubén Navarro   |
| 31 | DAV  | [[Fitxer:Flag of Spain.svg\|23x15px\|border \|alt=Espanya\|link=Selecció de futbol d'Espanya\|{{#if:\|]]                            | Jandro          |

### Deixaren l'equip a mitjan temporada
| N. | Pos. | Nac. | Jugador                               |
| -- | ---- | --- | ------------------------------------- |
| 12 | MIG  | [[Fitxer:Flag of Argentina.svg\|23x15px\|border \|alt=Argentina\|link=Selecció de futbol de l'Argentina\|{{#if:\|]] | Guillermo Morigi (al Vélez Sársfield) |
| 17 | DAV  | [[Fitxer:Flag of Romania.svg\|23x15px\|border \|alt=Romania\|link=Selecció de futbol de Romania\|{{#if:\|]]         | Sabin Ilie (cedit a UE Lleida)        |

| N. | Pos. | Nac. | Jugador                        |
| -- | ---- | --- | ------------------------------ |
| 24 | DEF  | [[Fitxer:Flag of Spain.svg\|23x15px\|border \|alt=Espanya\|link=Selecció de futbol d'Espanya\|{{#if:\|]] | Óscar Téllez (al Vila-real CF) |

## Resultats a la Lliga
- València CF-Athletic Club 1-0
  - 1-0 Angulo  65'
- Deportivo-València 1-0
  - 1-0 Gabriel Schürrer  4'
- València-Vila-real CF 1-0
  - 1-0 Angulo  45'
- Reial Valladolid-València 3-1
  - 0-1 Angulo  31'
  - 1-1 Alen Peternac  35'
  - 2-1 Javi Torres  37'
  - 3-1 Alberto Marcos  88'
- València-FC Barcelona 1-3
  - 1-0 Claudio López  14'
  - 1-1 Patrick Kluivert  55'
  - 1-2 Rivaldo  73'
  - 1-3 Sonny Anderson  90'
- Athletic Club-València 2-0
  - 1-0 Ismael Urzaiz  27'
  - 2-0 Julen Guerrero  51'
- València-Betis 5-1
  - 1-0 Claudio López  29'
  - 1-1 Alexis  33'
  - 2-1 Adrian Ilie  42'
  - 3-1 Stefan Schwarz  67'
  - 4-1 Claudio López  73'
  - 5-1 Adrian Ilie  82'
- Reial Saragossa-València 1-4
  - 0-1 Adrian Ilie  3'
  - 1-1 Kily González  24'
  - 1-2 Cristiano Lucarelli  68'
  - 1-3 Stefan Schwarz  78'
  - 1-4 Gaizka Mendieta  85'
- València-Racing Santander 3-0
  - 1-0 Miroslav Đukić  46'
  - 2-0 Stefan Schwarz  47'
  - 3-0 Claudio López  62'
- CF Extremadura-València 1-0
  - 1-0 Alberto Toril  60'
- València-Reial Madrid 3-1
  - 1-0 Angulo  35'
  - 1-1 Sávio  57'
  - 2-1 Claudio López  62'
  - 3-1 Claudio López  74'
- Celta de Vigo-València 2-2
  - 0-1 Gabriel Popescu  23'
  - 1-1 Alexandr Mostovoi  34'
  - 2-1 Juan Sánchez  56'
  - 2-2 Adrian Ilie  66'
- Alavés-València 0-1
  - 0-1 Claudio López  65'
- València-UD Salamanca 1-0
  - 1-0 Angulo  76'
- RCD Espanyol-València 2-1
  - 1-0 Joan Capdevila i Méndez  35'
  - 1-1 Javier Farinós  42'
  - 2-1 Cristóbal  75'
- València-Reial Societat 2-0
  - 1-0 Stefan Schwarz  19'
  - 2-0 Claudio López  60'
- Reial Oviedo-València 2-2
  - 1-0 Julio Dely Valdés  9'
  - 1-1 Joyce Moreno  22' (pròpia porta)
  - 2-1 Julio Dely Valdés  33'
  - 2-2 Luis Milla  90'
- València-CD Tenerife 1-1
  - 1-0 Claudio López  37' (pen.)
  - 1-1 Juanele  68' (pen.)
- RCD Mallorca-València 0-1
  - 0-1 Claudio López  49'
- Atlètic de Madrid-València 1-2
  - 0-1 Claudio López  12'
  - 1-1 José Mari  18'
  - 1-2 Angulo  27'
- València-Deportivo 0-0
- Vila-real CF-València 1-0
  - 1-0 Gheorghe Craioveanu  90'
- València-Reial Valladolid 0-1
  - 0-1 Alen Peternac  80'
- FC Barcelona-València 2-4
  - 0-1 Adrian Ilie  4'
  - 1-1 Patrick Kluivert  30'
  - 1-2 Claudio López  37'
  - 2-2 Patrick Kluivert  78'
  - 2-3 Angulo  82'
  - 2-4 Claudio López  87'
- València-Athletic Club 4-1
  - 0-1 Ismael Urzaiz  36'
  - 1-1 Adrian Ilie  53'
  - 2-1 Jocelyn Angloma  67'
  - 3-1 Adrian Ilie  73' (pen.)
  - 4-1 Claudio López  85'
- Reial Betis-València 0-1
  - 0-1 Gaizka Mendieta  43'
- València-Reial Saragossa 1-1
  - 0-1 Gustavo López  18'
  - 1-1 Adrian Ilie  48'
- Racing Santander-València 0-1
  - 0-1 Joachim Björklund  80'
- València-CF Extremadura 1-1
  - 0-1 Antonio Esposito  62'
  - 1-1 Dennis Şerban  64'
- Reial Madrid-València 3-1
  - 1-0 Fernando Morientes  11'
  - 2-0 Raúl  30'
  - 2-1 Gaizka Mendieta  69'
  - 3-1 Raúl  70'
- València-Celta de Vigo 2-2
  - 1-0 Goran Vlaović  12'
  - 1-1 Juan Sánchez  41'
  - 1-2 Valery Karpin  90'
  - 2-2 Javier Farinós  90'
- València-Alavés 5-0
  - 1-0 Claudio López  19'
  - 2-0 Gaizka Mendieta  33'
  - 3-0 Claudio López  56'
  - 4-0 Claudio López  71'
  - 5-0 Gaizka Mendieta  81'
- UD Salamanca-València 0-1
  - 0-1 Goran Vlaović  23'
- València-RCD Espanyol 1-2
  - 0-1 Raúl Tamudo  71'
  - 0-2 Martín Posse  90'
  - 1-2 Claudio López  90'
- Reial Societat-València 1-1
  - 1-0 Darko Kovačević  74'
  - 1-1 Adrian Ilie  90'
- València-Reial Oviedo 3-0
  - 1-0 Gaizka Mendieta  44' (pen.)
  - 2-0 Claudio López  60'
  - 3-0 Claudio López  76' (pen.)
- CD Tenerife-València 3-2
  - 0-1 Angulo  3'
  - 1-1 Pier  32'
  - 2-1 Roy Makaay  59'
  - 3-1 Pier  70'
  - 3-2 Claudio López  87'
- València-RCD Mallorca 3-0
  - 1-0 Adrian Ilie  12'
  - 2-0 Gaizka Mendieta  51'
  - 3-0 Adrian Ilie  66'

## Màxims anotadors

### La Lliga
- Claudio López 21
- Adrian Ilie 11
- Angulo 8
- Gaizka Mendieta 7
- Stefan Schwarz 4